# Cirice
"Cirice" (fornengelska "kyrka") är en låt av den svenska gruppen Ghost, komponerad av "A Ghoul Writer". "Cirice" släpptes som singel den 31 maj 2015 och nådde fjärde plats på Hot Mainstream Rock Tracks. Låten vann en Grammy Award för bästa metal-låt 2016.
Musikvideon regisserades av Roboshobo.

## Medverkande
- Papa Emeritus III – sång
- Nameless Ghouls – sologitarr , elbas , keyboard , trummor , kompgitarr